# Дейвид Скот
Дейвид Рандолф Скот (на английски: David Randolph Scott) e бивш американски астронавт, командир на Аполо 15 и един от дванадесетте хора, стъпили на Луната.

## Биография
Скот е роден на 6 юни 1932 г. в Сан Антонио, Тексас. Получава бакалавърска степен от Американската военна академия в Уест Пойнт и получава магистърски степени по аеронавтика и аерокосмическо инженерство от Масачусетският технологичен институт през 1962 г. 
Избран е за астронавт от НАСА през октомври 1963 година.

## Полети
Дейвид Скот е летял в космоса като член на екипажа на следните мисии:
- Джемини 8 (16 март 1966 – 17 март 1966)
- Аполо 9 (3 март 1969 – 13 март 1969)
- Аполо 15 (26 юли 1971 – 30 юли 1971)

| Космически полети на Дейвид Скот                                   | Космически полети на Дейвид Скот | Космически полети на Дейвид Скот | Космически полети на Дейвид Скот | Космически полети на Дейвид Скот | Космически полети на Дейвид Скот   | Космически полети на Дейвид Скот |
| №                                                                  | Дата                             | КК                               | Емблема на мисията               | Функции                          | Продължителност                    |                                  |
| ------------------------------------------------------------------ | -------------------------------- | -------------------------------- | -------------------------------- | -------------------------------- | ---------------------------------- | -------------------------------- |
| 1                                                                  | 16 март 1966                     | „Джемини 8“                      |                                  | Пилот                            | 10 часа 41 мин 26 сек.             |                                  |
| 2                                                                  | 3 март 1969                      | „Аполо 9“                        |                                  | Пилот на командния модул         | 10 денонощия 1 час 0 мин 54 сек.   |                                  |
| 3                                                                  | 26 юли 1971                      | „Аполо 15“                       |                                  | Командир                         | 12 денонощия 7 часа 11 мин 53 сек. |                                  |
| Сумарно време в космоса – 22 денонощия 18 часа 54 минути и 13 сек. |                                  |                                  |                                  |                                  |                                    |                                  |

Има 5 излизания в открития космос, включително и на лунната повърхност, с продължителност 20 часа и 9 минути.

## След НАСА
През 2004 заедно с руския космонавт Алексей Леонов публикува книгата „Две страни на Луната“ за надпреварата до Луната между САЩ и СССР.
Живее в Калифорния.